# Ønskebarn (film fra 2020)
Ønskebarn (film)
|  | Denne artikel er oprettet af botten Steenthbot ud fra en ekstern database. Den kan derfor have sproglige fejl eller mangler. Denne skabelon kan fjernes efter kontrol af indholdet. |

Ønskebarn er en dansk spillefilm fra 2022 instrueret af Cecilie McNair.

## Handling
Hannah, der er anerkendt fertilitetslæge på Venus privatklinik, kæmper selv med ufrivillig barnløshed og udfordres af skæbnens uretfærdighed, da hun møder karrierekvinden Gry, som nærmer sig 46 år, og i modsætning til Hannah stadig er fertil. På trods af lovlige aldersbegrænsninger for behandling af kvinder over 46 år, lover Hannah at hjælpe Gry med at få et barn. Men drevet af jalousi og magtesløshed begynder hendes moralske og etiske kompas at træde ud, hvilket fører til fatale konsekvenser, ikke mindst for Hannah.

## Medvirkende
- Danica Curcic, Hannah
- Christine Albeck Børge, Gry
- Hadi Ka-Koush, Anders
- Henrik Birch, Lars
- Karen-Lise Mynster, Hannahs mor
- Anders Mossling, Torkil
- Martin Bo Lindsten, Kaspar